# Hořany (Zbrašín)
Hořany je vesnice, část obce Zbrašín v okrese Louny. Nachází se asi jeden kilometr západně od Zbrašína. Hořany leží v katastrálním území Hořany u Zbrašína o rozloze 3,66 km².

## Název
Název vesnice vychází z její polohy ve vyvýšené poloze ve významu ves Hořanů (lidí bydlících na hoře). V historických pramenech se jméno objevuje ve tvarech: in Horzas (1316), de Horzan (1381), in Horzanech (1454), „w horzanech“ (1545) a Horžany (1623).

## Historie
První písemná zmínka o Hořanech pochází z roku 1316, kdy byla vesnice rozdělena mezi Mikuláše z Hořan a Dalibora z Kozojed. Ve stejném roce se Dalibor soudil s vladykou Petrem ze Hřivic, za to že mu Petr loupením a pleněním v Hořanech způsobil určité škody. O dva roky později měli v Hořanech malé statky ještě jakýsi Vavřinec a Zdeslav.
Další majitelé vsi se podle autorů liší. August Sedláček ve vsi uvedl několik majitelů drobných statků: Ješka (1381), Martina Šrama (1391–1408), Jana z Dražic (1406) a Jana (1408–1414). V roce 1450 ve vsi dále žili Jetřich a Jindřich, kteří vypověděli nepřátelství Sasům. Podle Rudolfa Anděla vlastnili v letech 1381–1414 po polovině vsi bratři Martin a Rudolf z Hořan a během husitských válek se o ves dělili Záviš z Jimlína a Sulek z Vlastislavi.
Jedním z panských sídel ve vsi bývala tvrz, doložená poprvé roku 1454, kdy ji Sulek z Vlastislavi prodal Janovi mladšímu Skubelovi z Jimlína, jehož manželka Kateřina z Mečkova v roce 1461 přikoupila věno vdovy po Sulkovi. Po smrti Jana Skubeleho se o Hořany dělili tři majitelé. Díl s tvrzí patřil Albrechtovi z Kolovrat († 1490), který ve stejné době založil Nový hrad. Nepotřebnou hořanskou tvrz nechal zpustnout a ta beze stop zanikla.
Rozdělení vsi přetrvávalo i v dalších staletích. Dvůr s částí vsi patřil ještě roku 1603 rytíři z Dražovic, jiný díl byl součástí hřivického statku a další patřil roku 1555 k Touchovicím a ještě další v roce 1573 k Selmicím. Touchovická část byla později připojena k Novému hradu a selmická k Postoloprtům. Část vsi se Selmicemi ztratil Adam Jindřich Hruška z Března při pobělohorských konfiskacích.

## Obyvatelstvo
|                                                                       | 1869 | 1880 | 1890 | 1900 | 1910 | 1921 | 1930 | 1950 | 1961 | 1970 | 1980 | 1991 | 2001 | 2011 |
| --------------------------------------------------------------------- | ---- | ---- | ---- | ---- | ---- | ---- | ---- | ---- | ---- | ---- | ---- | ---- | ---- | ---- |
| Obyvatelé                                                             | 216  | 214  | 264  | 257  | 255  | 249  | 235  | 143  | 126  | 118  | 100  | 87   | 100  | 93   |
| Domy                                                                  | 31   | 35   | 39   | 42   | 44   | 49   | 50   | 51   | .    | 39   | 37   | 43   | 45   | 45   |
| Počet domů z roku 1961 je zahrnut v celkovém počtu domů obce Zbrašín. |      |      |      |      |      |      |      |      |      |      |      |      |      |      |

## Pamětihodnosti
- Kaple Navštívení Panny Marie
- Venkovská usedlost čp. 17

## Galerie

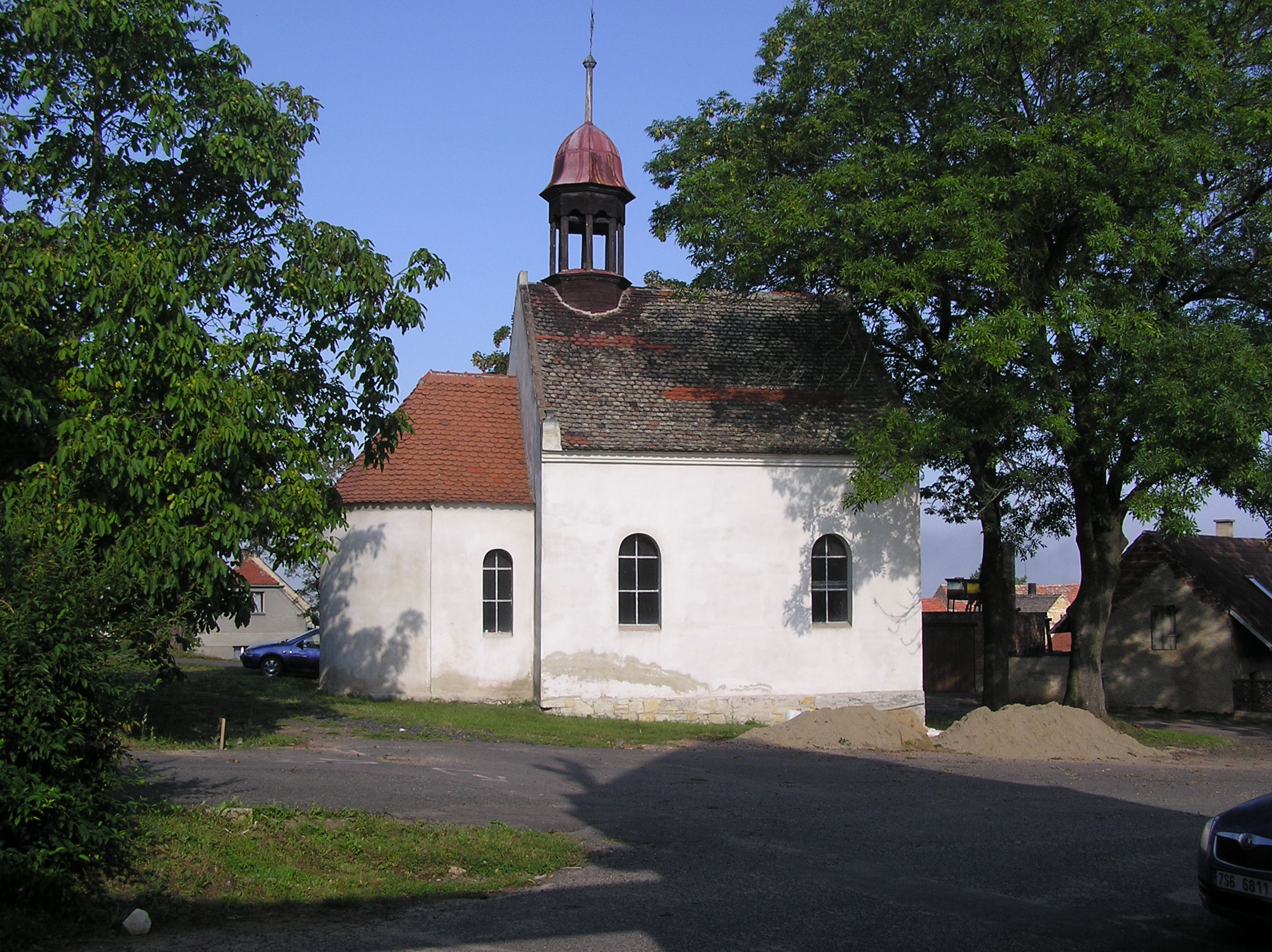
Kaple
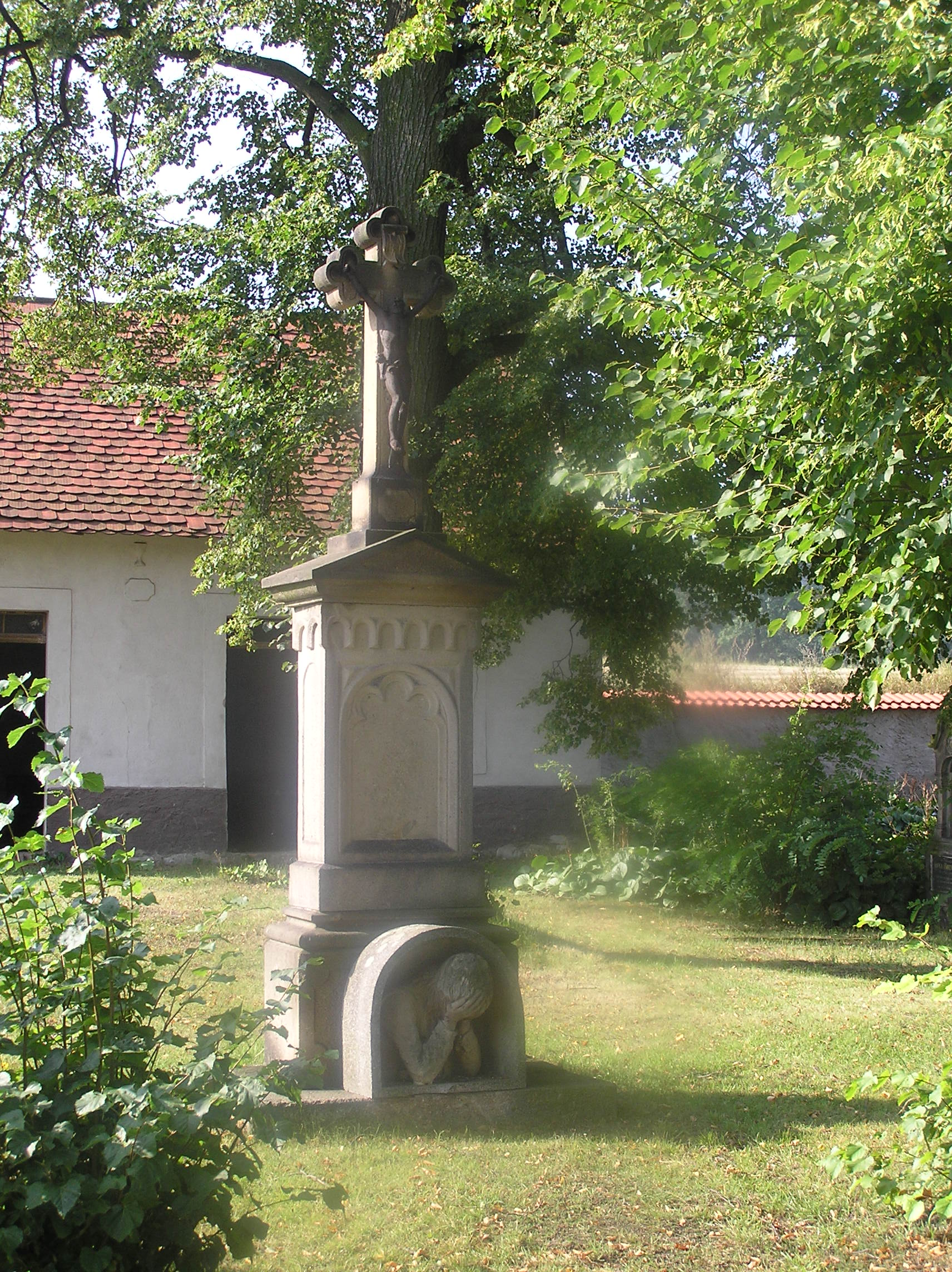
Křížek
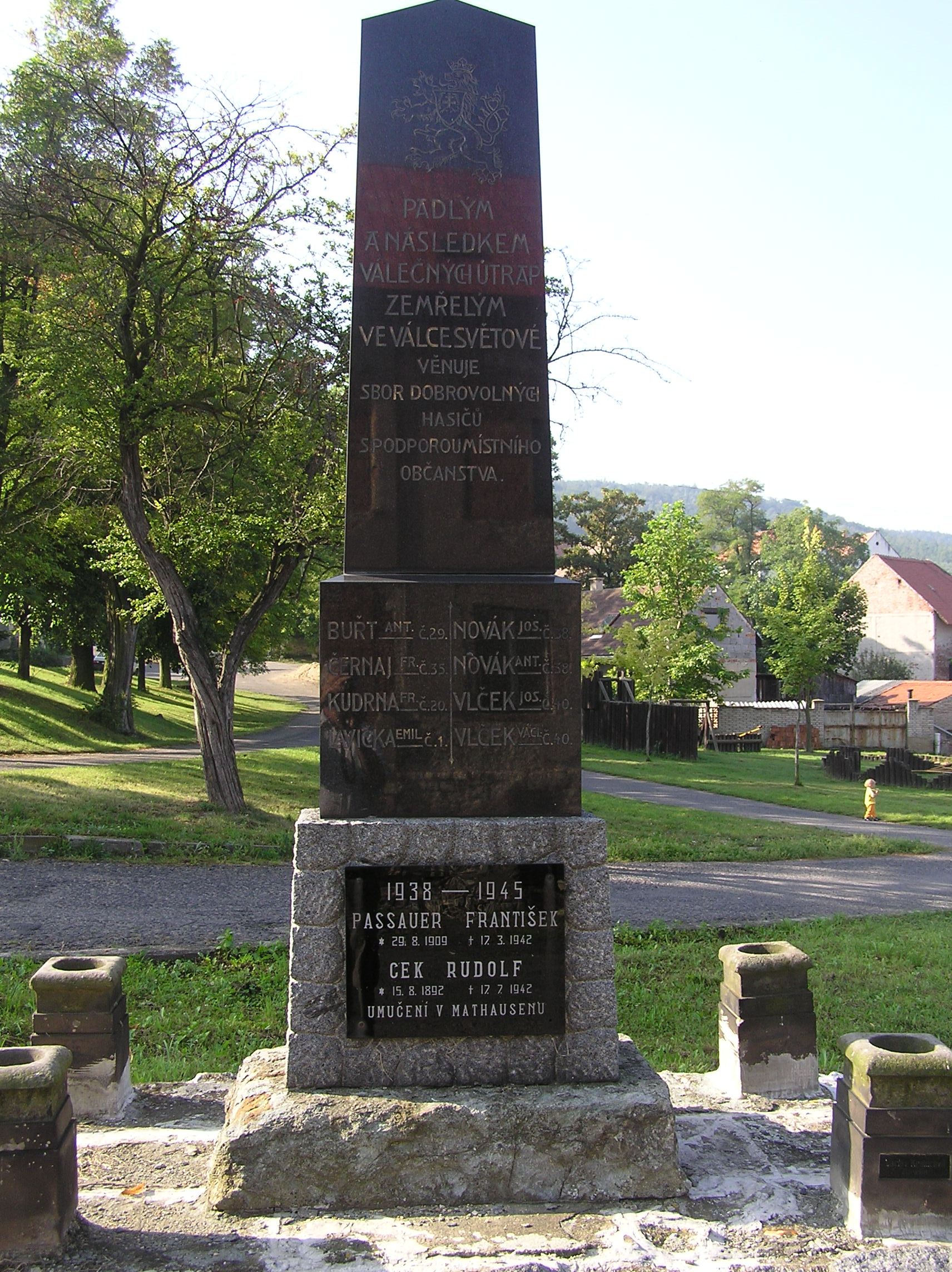
Památník obětem první a druhé světové války